# Doubrava (Nýřany)
Doubrava (německy Dobraken) je vesnice, část města Nýřany v okrese Plzeň-sever v Plzeňském kraji. Nachází se asi 3,5 kilometru severně od Nýřan. Je zde evidováno 95 adres. V roce 2011 zde trvale žilo 249 obyvatel, v 2021 zde žilo 263 obyvatel. 
Doubrava leží v katastrálním území Doubrava u Plzně o rozloze 7,75 km².

## Historie
První písemná zmínka o vesnici Doubrava u Nýřan je z roku 1556. Některé zdroje uvádí již rok 1115, který se ovšem vztahuje ke stejnojmenné zaniklé vsi Doubrava (Dubrau). Ta stála na severovýchodním okraji Stříbra a zachoval se po ní pouze kostel svatého Petra, podle nějž je pojmenováno nedaleké Petrské údolí.

## Obyvatelstvo
| Rok            | 1869 | 1880 | 1890 | 1900 | 1910 | 1921 | 1930 | 1950 | 1961 | 1970 | 1980 | 1991 | 2001 | 2011 | 2021 |
| -------------- | ---- | ---- | ---- | ---- | ---- | ---- | ---- | ---- | ---- | ---- | ---- | ---- | ---- | ---- | ---- |
| Počet obyvatel | 423  | 464  | 524  | 541  | 528  | 540  | 519  | 332  | 355  | 318  | 295  | 225  | 226  | 249  | 263  |
| Počet domů     | 47   | 51   | 55   | 54   | 55   | 59   | 75   | 73   | 70   | 70   | 74   | 80   | 84   | 91   | 96   |

## Obecní správa
Při sčítání lidu v letech 1869–1985 Doubrava byla samostatnou obcí, se kterým patřila nejprve do okresu Stříbro, ale v letech 1961–1985 v okrese Plzeň-sever. Od 1. července 1985 je částí města Nýřany v okrese Plzeň-sever. V letech 1961–1965 k obci patřily Kníje.

## Pamětihodnosti
- Kaplička[11]
- Kříž
- Usedlost čp. 29
- Špýchar usedlosti čp. 11[12]